# Bernard Brunhes (géophysicien)
Ne doit pas être confondu avec Bernard Brunhes (homme d'affaires).
Pour les autres membres de la famille, voir Famille Brunhes.
Pour les articles homonymes, voir Bernard Brunhes et Brunhes.
Antoine Joseph Bernard Brunhes, né le 3 juillet 1867 à Toulouse et mort le 10 mai 1910 à Clermont-Ferrand, est un géophysicien français. Il est surtout célèbre pour sa découverte des inversions du champ magnétique terrestre.

## Biographie

### Origines familiales
La famille de Bernard Brunhes est originaire d'Aurillac (Cantal), où son grand-père, Bernard Brunhes (1790-1842), était maître sabotier. Son père Julien Brunhes (1833-1895), normalien en 1856 et agrégé de physique en 1862, devient professeur au lycée de Vesoul, à Besançon, Clermont-Ferrand puis en 1864 Toulouse, où il épouse Nathalie Durand avec qui il aura sept enfants. Il soutient sa thèse en 1881 et termine sa carrière comme doyen de la faculté des sciences de Dijon,.

### Enfance et formation
Antoine Joseph Bernard Brunhes naît à Toulouse le 3 juillet 1867 et y fait ses études jusqu’à la 1re partie du baccalauréat. En 1884 il suit ses parents à Dijon, obtient un 1er prix de mathématiques au concours général ainsi que le baccalauréat, puis entre en classes préparatoires. Reçu second à l’ENS-Ulm et 11e à Polytechnique il choisit l’ENS, et en 1889 il est classé 1er au concours de l’agrégation de physique. Recruté comme préparateur de physique à la faculté des sciences de Paris, il y prépare une thèse d’optique sous la direction d'Edmond Bouty ; il la soutient en 1892 sous le titre d'Étude expérimentale sur la réflexion cristalline interne.

### Carrière
Nommé maître de conférence à l'université de Lille, Bernard Brunhes enseigne d’abord la physique et l'électricité industrielle (1892-1893) à l'Institut industriel du Nord (École centrale de Lille), puis l'électrotechnique à l'Institut industriel du Nord et la physique industrielle à l'Institut de physique de Lille en 1894. 
En 1895 il rejoint l'université de Dijon, où il est d’abord chargé de cours, puis en 1897 professeur en titre (chaire de physique, dans laquelle il succède à son père qui vient de mourir). 
Le 1er novembre 1900 il échange son poste à Dijon avec Louis Hurion et devient donc à sa place professeur à la faculté des sciences de Clermont-Ferrand, et aussi directeur de l’observatoire météorologique du Puy de Dôme fondé par Émile Alluard. À ce titre il remet de l’ordre dans l’organisation des observations et entreprend de rénover et d'agrandir l’observatoire, ainsi que de déménager et de moderniser la station météorologique de plaine.

### Vie de famille
En 1896 Bernard Brunhes épouse à Dijon Marie Renardet, avec qui il aura quatre enfants. Clermontois dès 1900, le couple noue des relations suivies avec de nombreux collègues, tant scientifiques que littéraires, et notamment avec le géographe Desdevises du Dézert et le géologue Philippe Glangeaud. Ces relations auront une influence significative sur les activités scientifiques et citoyennes de Bernard Brunhes, notamment sa découverte des inversions du champ magnétique et son militantisme en faveur du reboisement en montagne. Bernard Brunhes est aussi un membre actif de diverses sociétés savantes comme la Société d’horticulture, l’Académie des sciences, belles-lettres et arts de Clermont-Ferrand (dont il deviendra président), et la Société de la Haute-Auvergne dont il est avec son frère Jean l’un des fondateurs en 1898.

### Fin de vie
Le soir du dimanche 8 mai 1910 Bernard Brunhes revient des mines de Messeix, où il a effectué des mesures de courants telluriques. Vers minuit il va au siège du journal L’avenir du Puy-de-Dôme et du Massif central lire les dernières dépêches. Dans le courant de la nuit une ronde de police le retrouve inanimé dans une rue du centre, peut-être victime d’un accident vasculaire cérébral. Il meurt le mardi midi sans avoir repris connaissance. Il est inhumé au cimetière Massigoux d'Aurillac.

## Travaux de recherche
Comme beaucoup de ses contemporains Bernard Brunhes était un physicien polyvalent. Ses recherches, commencées en optique, s’étaient ensuite orientées vers l’électricité puis l’acoustique, la thermodynamique et les rayons X. Installé à Clermont-Ferrand en 1900 il s’investit dans la physique du globe : phénomènes atmosphériques, courants telluriques, séismes et, surtout, aimantation des roches.

### Découverte des inversions du champ magnétique

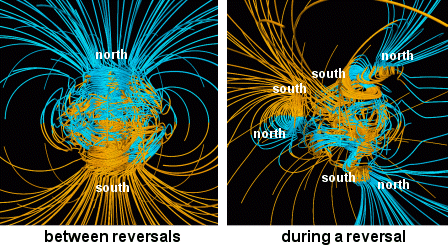
Simulation numérique d'une
inversion du champ magnétique terrestre.

Dès 1853 Melloni avait montré que les laves refroidies du Vésuve étaient aimantées dans la direction et le sens du champ magnétique terrestre, et Folgheraiter, 41 ans plus tard, que le même phénomène de thermorémanence s’appliquait aux poteries étrusques et romaines. Peu après l’arrivée de Bernard Brunhes à Clermont-Ferrand son collègue géologue Philippe Glangeaud lui signala l’existence, à proximité immédiate de la ville, de porcelanites, sorte de briques formées naturellement par « cuisson » d’un substratum argileux sous une coulée de lave. Bernard Brunhes et son élève Pierre David mesurent l’aimantation de ces porcelanites et lui trouvent une déclinaison différente de celle du champ actuel. Brunhes et David montrent ensuite qu’une coulée de basalte et la porcelanite sous-jacente portent des aimantations de direction et sens identiques. À Royat une couche de porcelanite est intercalée entre deux coulées basaltiques : la porcelanite a la même orientation d’aimantation que la coulée du dessus (celle qui l’a « cuite »), mais une orientation différente de celle de la coulée du dessous, plus ancienne. En 1905 un ingénieur des Ponts et chaussées signale la présence d’un gisement de porcelanite sous une coulée de basalte à Pontfarein (Cézens, Cantal). C’est cette fois l’inclinaison de l’aimantation qui est différente de l’inclinaison actuelle, et même presque opposée, ce qui implique un dipôle magnétique de la Terre inversé par rapport au champ actuel, à l’époque de la mise en place de la coulée.

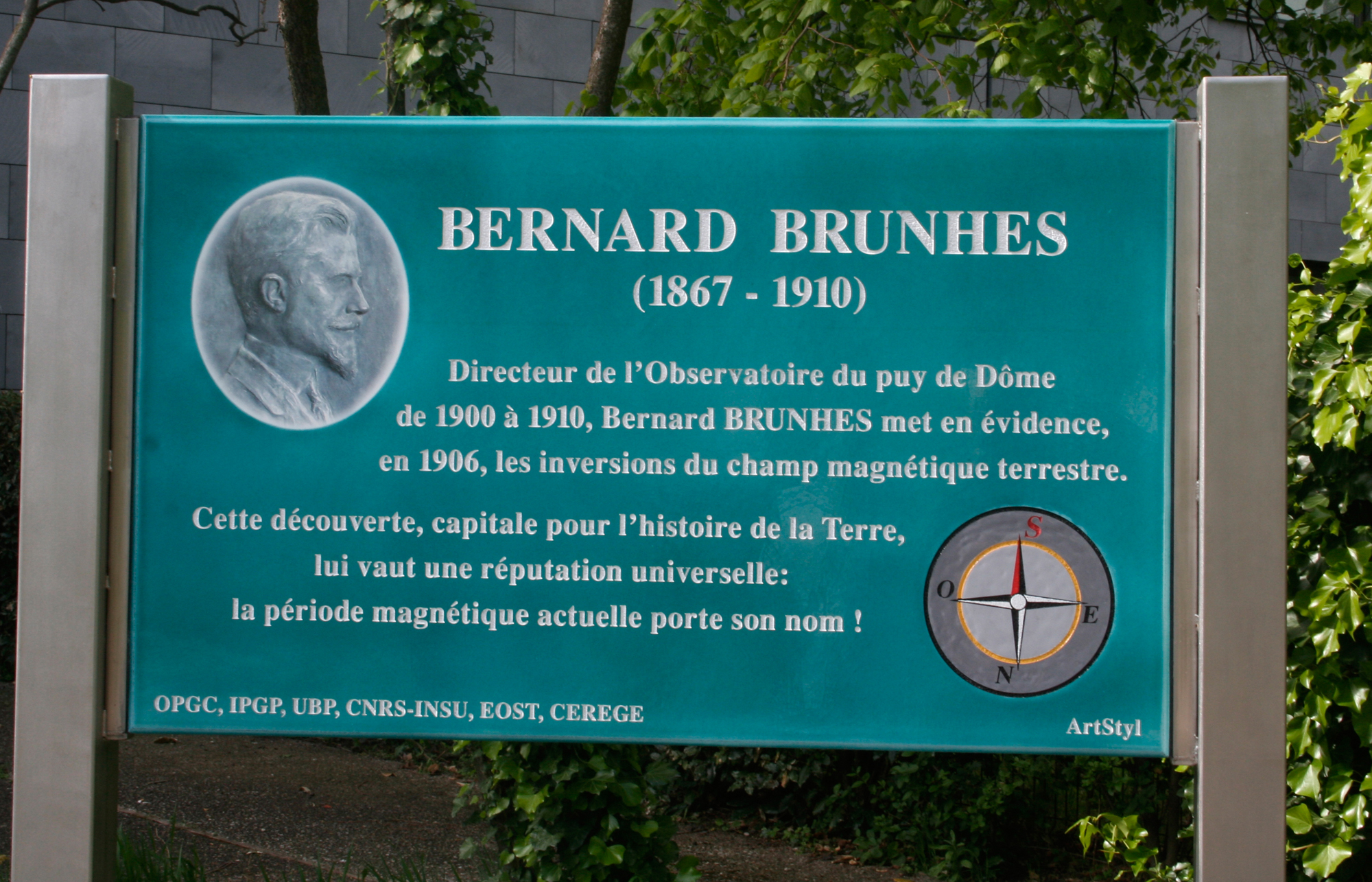
Plaque commémorative du centenaire de la découverte par Bernard Brunhes des inversions du champ magnétique terrestre. Cette plaque en lave émaillée se trouve devant l'entrée de l'Observatoire de physique du globe de Clermont-Ferrand (OPGC).

La réalité des inversions du champ magnétique terrestre a mis presque 50 ans à s’imposer, soit qu’on mît en doute la fiabilité de l’aimantation des roches, soit qu’on invoquât l’impossibilité de l’inversion du sens de rotation de la Terre (à laquelle on pensait que la direction du dipôle magnétique terrestre était liée). Pourtant les observations concordantes s’étaient accumulées, concernant des roches de localisation, composition et âge variés,,: l’aimantation normale ou inverse ne dépend que de l’âge des roches, et ne peut donc s’expliquer que par l’inversion du champ magnétique à certaines époques. On sait aujourd’hui que le champ s’est inversé à de nombreuses reprises (une à plusieurs fois par million d’années, mais très irrégulièrement), et l’on comprend à peu près pourquoi (la faute en est au comportement chaotique des équations magnétohydrodynamiques). Dans le passé géologique se sont succédé diverses « périodes » au cours desquelles le champ magnétique a gardé une même polarité, non pas tout le temps (chaque période d’une certaine polarité est interrompue par de courts « événements » de l’autre polarité) mais la plupart du temps. Ainsi nous vivons depuis 780 000 ans une période dite normale, qu’on a appelée période de Brunhes. Auparavant c’était une période inverse (c.-à-d. de polarité inverse) qui avait débuté il y a 2,48 Ma, et qu’on a appelée période de Matuyama (l’inversion conduisant de celle-ci à celle-là est logiquement nommée inversion Brunhes-Matuyama). Auparavant encore, la période (normale) de Gauss, etc. Quant à la polarité inverse découverte par Bernard Brunhes à Pontfarein, qui a récemment été réétudiée (et confirmée), elle date de 6,16 ± 0,08 Ma (et donc du miocène).

### Autres études
Dans La dégradation de l'énergie, en 1909, Bernard Brunhes expose ses recherches sur les flux d'énergie et l'érosion des sols. Il voyait dans la déforestation une conséquence de la privatisation des terres communales, déplorant la « tragédie des enclosures » qui pousse leurs propriétaires privés à oublier le coût de la dégradation des sols, à l'inverse des usagers des terres communales. Ces derniers, soucieux des risques de déforestation et de dégradation, anticipent ce temps long mais ils n'en ont pas la maîtrise. Les possédants peuvent l'assumer, mais seul compte, pour eux, le revenu immédiat obtenu par ce mode d'exploitation quelle que soit l'irréversibilité de la destruction qu'ils aménagent ainsi.

## Publications

### Publications scientifiques
- Bernard Brunhes, Sur le principe d'Huygens et sur quelques conséquences du théorème de Kirchhoff, Lille, au siège des Facultés, 1895, 44 p. ; in-8° (BNF 30170085, lire en ligne).
- Bernard Brunhes, « Recherches sur la direction d'aimantation des roches volcaniques », Journal de physique théorique et appliquée. Quatrième série, vol. 5, no 1,‎ 1906, p. 705-724 (lire en ligne, consulté le 4 février 2015).
- Bernard Brunhes, La dégradation de l'énergie, Flammarion, coll. « Bibliothèque de philosophie scientifique », 1909 (réimpr. Flammarion, coll. Champs n° 251, 1991), 394 p. (lire en ligne).
- La liste complète est disponible sur le site de Clermont Université[3].

### Publications didactiques
- Henri Poincaré et Bernard Brunhes, Cours de physique mathématique. Électricité et optique II : Les théories de Helmholtz et les expériences de Hertz, G. Carré, 1891 (lire en ligne)
- Bernard Brunhes, Cours élémentaire d'électricité. Lois expérimentales et principes généraux. Introduction à l'électrotechnique. Leçons professées à l'Institut industriel du Nord de la France, Gauthier-Villars, 1895 (BNF 30170081, présentation en ligne)

### Travaux éditoriaux
De 1898 jusqu’à sa mort Bernard Brunhes a participé à la rédaction et l’édition du Journal de physique théorique et appliquée.
| Tomes du Journal de physique théorique et appliquée co-rédigés par Bernard Brunhes |
| --- |
| Edmond Bouty, Alfred Cornu, Gabriel Lippmann, Éleuthère Mascart, Alfred Potier et Bernard Brunhes, Journal de physique théorique et appliquée. Troisième série, t. VII, Paris, au bureau du Journal de physique, 1898, 838 p. (présentation en ligne, lire en ligne)                     |
| Edmond Bouty, Alfred Cornu, Gabriel Lippmann, Éleuthère Mascart, Alfred Potier et Bernard Brunhes, Journal de physique théorique et appliquée. Troisième série, t. VIII, Paris, au bureau du Journal de physique, 1899, 774 p. (présentation en ligne, lire en ligne)                    |
| Edmond Bouty, Alfred Cornu, Gabriel Lippmann, Éleuthère Mascart, Alfred Potier et Bernard Brunhes, Journal de physique théorique et appliquée. Troisième série, t. IX, Paris, au bureau du Journal de physique, 1900, 768 p. (présentation en ligne, lire en ligne)                      |
| Edmond Bouty, Alfred Cornu, Gabriel Lippmann, Éleuthère Mascart, Alfred Potier et Bernard Brunhes, Journal de physique théorique et appliquée. Troisième série, t. X, Paris, au bureau du Journal de physique, 1901, 802 p. (présentation en ligne, lire en ligne)                       |
| Edmond Bouty et Bernard Brunhes, Journal de physique théorique et appliquée. A. Table analytique et table par noms d'auteurs des trois premières séries du journal de physique : 1872-1901, Paris, au bureau du Journal de physique, 1901, 159 p. (présentation en ligne, lire en ligne) |
| Edmond Bouty, Alfred Cornu, Gabriel Lippmann, Éleuthère Mascart, Alfred Potier et Bernard Brunhes, Journal de physique théorique et appliquée. Quatrième série, t. I, Paris, au bureau du Journal de physique, 1902, 872 p. (présentation en ligne, lire en ligne)                       |
| Edmond Bouty, Alfred Cornu, Gabriel Lippmann, Éleuthère Mascart, Alfred Potier et Bernard Brunhes, Journal de physique théorique et appliquée. Quatrième série, t. II, Paris, au bureau du Journal de physique, 1903, 990 p. (présentation en ligne, lire en ligne)                      |
| Edmond Bouty, Lucien Poincaré, Gabriel Lippmann, Éleuthère Mascart, Alfred Potier et Bernard Brunhes, Journal de physique théorique et appliquée. Quatrième série, t. III, Paris, au bureau du Journal de physique, 1904, 1050 p. (présentation en ligne, lire en ligne)                 |
| Edmond Bouty, Lucien Poincaré, Gabriel Lippmann, Éleuthère Mascart, Alfred Potier et Bernard Brunhes, Journal de physique théorique et appliquée. Quatrième série, t. IV, Paris, au bureau du Journal de physique, 1905, 953 p. (présentation en ligne, lire en ligne)                   |
| Edmond Bouty, Lucien Poincaré, Gabriel Lippmann, Éleuthère Mascart, Pierre Curie et Bernard Brunhes, Journal de physique théorique et appliquée. Quatrième série, t. V, Paris, au bureau du Journal de physique, 1906, 939 p. (présentation en ligne, lire en ligne)                     |
| Edmond Bouty, Lucien Poincaré, Gabriel Lippmann, Éleuthère Mascart et Bernard Brunhes, Journal de physique théorique et appliquée. Quatrième série, t. VI, Paris, au bureau du Journal de physique, 1907, 1101 p. (présentation en ligne, lire en ligne)                                 |
| Edmond Bouty, Lucien Poincaré, Gabriel Lippmann, Éleuthère Mascart et Bernard Brunhes, Journal de physique théorique et appliquée. Quatrième série, t. VII, Paris, au bureau du Journal de physique, 1908, 1016 p. (présentation en ligne, lire en ligne)                                |
| Edmond Bouty, Lucien Poincaré, Gabriel Lippmann, Éleuthère Mascart et Bernard Brunhes, Journal de physique théorique et appliquée. Quatrième série, t. VIII, Paris, au bureau du Journal de physique, 1909, 1030 p. (présentation en ligne, lire en ligne)                               |
| Edmond Bouty, Lucien Poincaré, Gabriel Lippmann, Éleuthère Mascart, Bernard Brunhes, M. Lamotte et C. Sagnac, Journal de physique théorique et appliquée. Quatrième série, t. IX, Paris, au bureau du Journal de physique, 1910, 1101 p. (présentation en ligne, lire en ligne)          |